# نانجیکوتای
نانجیکوتای (به انگلیسی: Nanjikottai) یک منطقهٔ مسکونی در هند است که در بخش تنجائور واقع شده‌است. نانجیکوتای ۳۲٬۶۸۹ نفر جمعیت دارد.